# Plagiothecium novae-valesiae
Plagiothecium novae-valesiae là một loài rêu trong họ Plagiotheciaceae. Loài này được Broth. mô tả khoa học đầu tiên năm 1916.